# Herbert Krüger

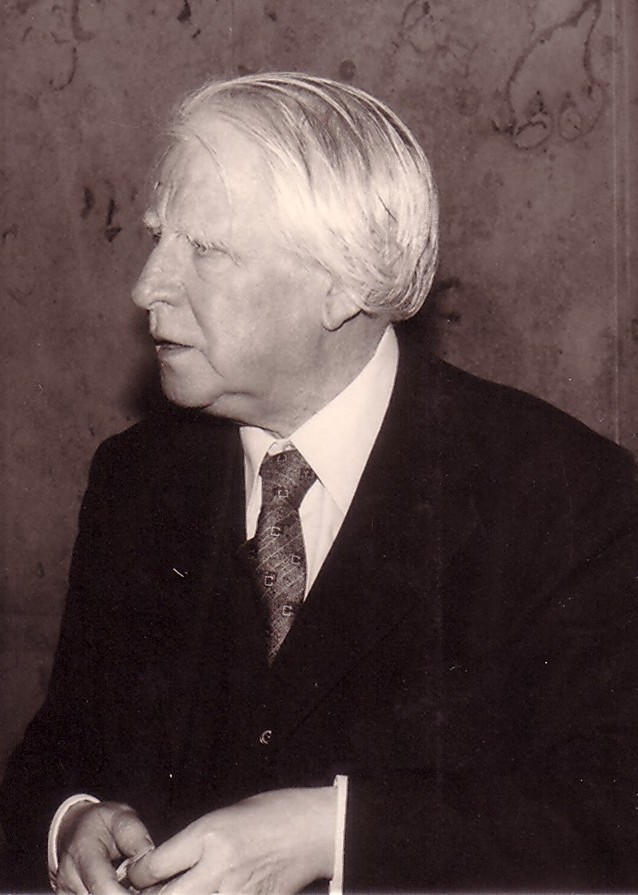
Herbert Krüger (1980)

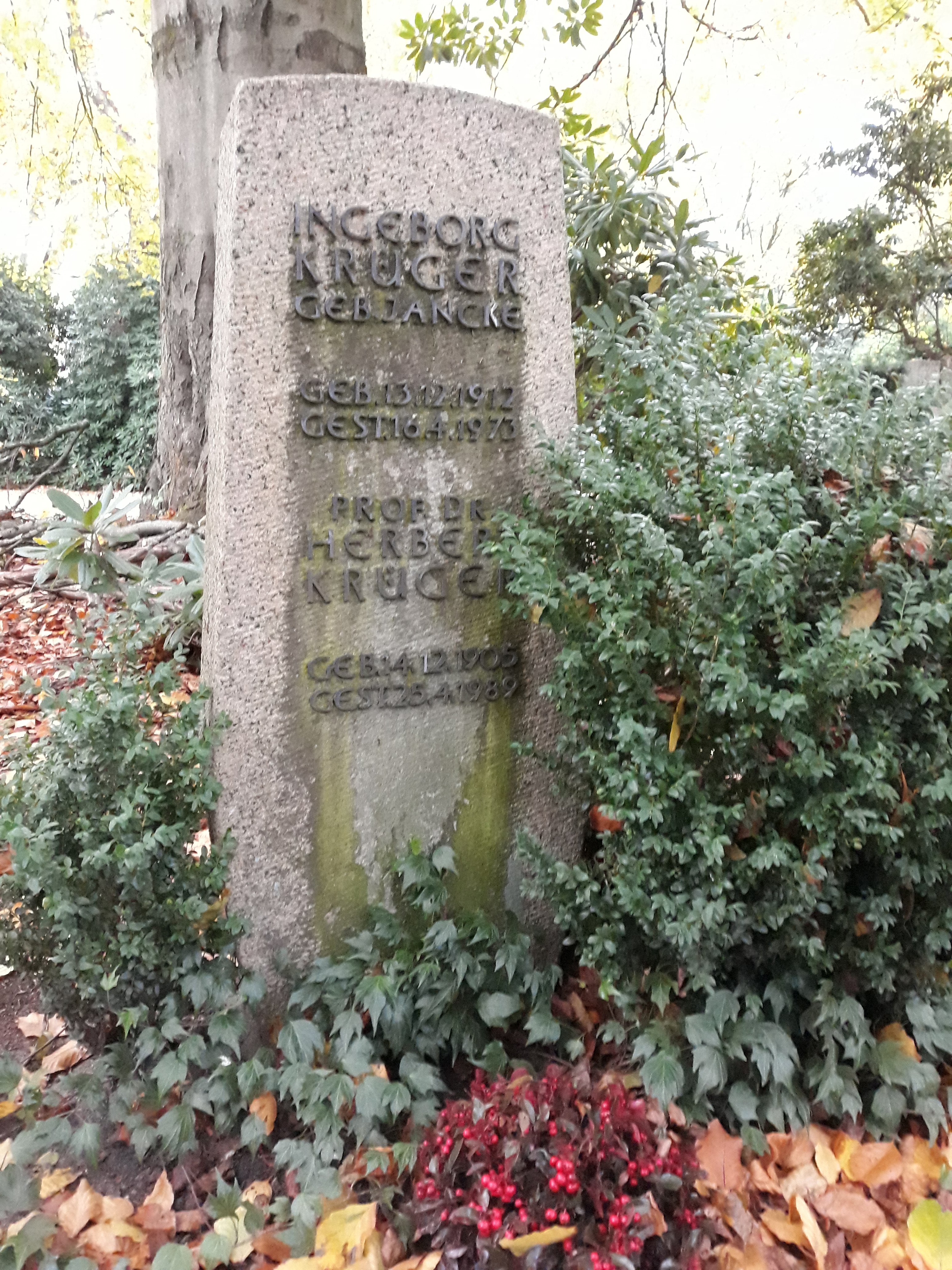
Das Grab von Herbert Krüger und seiner Ehefrau Ingeborg auf dem Friedhof Ohlsdorf in Hamburg.

Herbert Gerhard Gustav Krüger (* 14. Dezember 1905 in Krefeld; † 25. April 1989 in Hamburg) war ein deutscher Rechtswissenschaftler.

## Leben
Durch die Beziehungen seines Vaters (Kaufmann) zu Russland lebte Krüger als Kind mehrere Jahre in Moskau, wo er bis 1914 die Schule besuchte. Nach dem Abitur, das er 1924 in Köln bestand, studierte er bis 1928 Rechtswissenschaften an der Universität zu Köln, in Heidelberg und Berlin. Er gehörte dem Corps Rhenania Heidelberg an. In Berlin bestand Krüger 1928 das Referendarexamen und 1932 das Assessorexamen. 1934 folgte an der dortigen Friedrich-Wilhelms-Universität eine strafrechtstheoretische Promotion zum Thema Rechtsgedanke und Rechtstechnik im liberalen Strafrecht bei Eduard Kohlrausch, im Jahr 1936 die Habilitation bei Rudolf Smend mit der (verschollenen) staatstheoretischen Arbeit Das Verhältnis von Recht und Wirklichkeit in der Rechts- und Staatslehre des 19. Jahrhunderts.
Krüger war 1936 zunächst als Privatdozent in Berlin und später an der Universität Heidelberg tätig. In Heidelberg wurde er 1937 zum außerordentlichen Professor für öffentliches Recht und Kirchenrecht und 1940 zum ordentlichen Professor ernannt. Er gehörte dem Reichsbeirat der Universität an und war Mitglied des Senats. Im Jahr 1941 wurde Krüger ordentlicher Professor an der Reichsuniversität Straßburg, wo er das Fach Verwaltungsrecht betreuen sollte. Da er jedoch nicht von der Wehrmacht freigestellt wurde, zu der er im August 1939 eingezogen wurde, hielt er keine Lehrveranstaltungen ab. Bis Mitte Dezember 1943 war er Batteriechef einer 10,5-cm-Flakbatterie im Raum Mannheim, anschließend Referent für „Wehrgeistige Führung“ beim Luftgaukommando XII in Wiesbaden.
Krüger war Nationalsozialist, er trat am 2. November 1933 der SS bei (SS-Nummer 185.074). Am 2. Juli 1937 beantragte er die Aufnahme in die NSDAP und wurde rückwirkend zum 1. Mai desselben Jahres aufgenommen (Mitgliedsnummer 4.271.348). Seit 1944 gehörte er dem Führungskreis des NSDDB an.
Nach 1945 war Krüger zunächst Rechtsanwalt und Repetitor in Frankfurt am Main. Seit 1951 war er Geschäftsführer des Verbandes Deutscher Reeder in Hamburg. Im Jahr 1955 wurde Krüger, nachdem er sich schon 1951 auf dem ersten Platz einer Berufungsliste der Georg-August-Universität Göttingen befunden hatte, auf einen Lehrstuhl für Staats- und Völkerrecht an der Universität Hamburg berufen, der er bis zu seiner Emeritierung 1971 angehörte.
Im Jahr 1991 errichtete seine Tochter Gabriele Krüger die Professor-Herbert-Krüger-Stiftung zur Förderung der überseeischen Verfassungsvergleichung. Krügers etwa 15.000 Bände umfassende Privatbibliothek schenkte seine Tochter und Erbin gemäß seinem Willen der Universitätsbibliothek Gießen, wobei sein Schüler Brun-Otto Bryde (Professor für öffentliches Recht an der Justus-Liebig-Universität Gießen und von 2001 bis 2011 Richter des Bundesverfassungsgerichts) vermittelnd mitwirkte.

## Werk
Krüger gehörte zu der Gruppe von Staatsrechtlern, die sich bereitwillig auf die Seite des nationalsozialistischen Regimes stellten. In einer seiner Schriften schrieb er etwa, dass durch die „Nationale Revolution“ „der ganze gedankliche und literarische Apparat des Liberalismus und der Demokratie in die Rumpelkammer geraten“ sei. Wenn auch noch in allgemeinen Formeln finden sich in Krügers Schriften antisemitische Ansichten. Ebenso weisen seine Schriften Elemente völkischen Gedankenguts auf. Krüger plädierte im Übrigen für den Vorrang der NSDAP gegenüber dem Staat. Zudem hat er sich intensiv mit dem „Führer“ auseinandergesetzt, u. a. mit dessen staatsrechtlicher Einordnung.
Nach dem Krieg waren Arbeitsschwerpunkte Krügers das deutsche Wirtschaftsverfassungsrecht, das Völkerrecht, die Staatstheorie sowie in seinen letzten Lebensjahren vor allem die überseeische Verfassungsvergleichung. Er war Gründer des Arbeitskreises Überseeische Verfassungsvergleichung und begründete im Jahr 1968 die Zeitschrift Verfassung und Recht in Übersee.
In seiner 1964 erschienenen, über 1.000 Seiten umfassenden, Allgemeinen Staatslehre definiert Krüger Staatsgewalt „als die General- und Blankovollmacht des Staates, sich nach eigenem Gutdünken mit allen Mitteln versehen zu dürfen, deren es zur Auseinandersetzung mit eingetretenen oder drohenden Lagen bedarf“. „Der Bürger vollendet sein Werk der Staatshervorbringung als Untertan, indem er durch absoluten Gehorsam dem Staat zu jener unbedingten Wirksamkeit verhilft, ohne die er seinem Sinn, die die Gruppen bedrohenden Lagen zu meistern, nicht erfüllen könnte.“ Die Leistung von Gehorsam gegenüber dem Staat sei „höchste irdische Selbsterfüllung der Menschenwürde“. Die Aufmerksamkeit des Bürgers für den Grundrechtsteil der Verfassung erinnere „nur allzu oft fatal an das Interesse, das der Kriminelle am Strafgesetzbuch nimmt.“ Aufgrund dieser und entsprechender Äußerungen wurde die Allgemeine Staatslehre als „antidemokratische Staatsdoktrin, die dem absolutistischen Untertanenstaat das Wort redet“ bezeichnet. Da Krüger zudem seine Staatslehre als „Ergebnis einer Bemühung von beinahe 35 Jahren“ bezeichnet und mehrfach ohne Einschränkung aus seinem 1940 erschienenen Buch Die geistigen Grundlagen des Staates zitiere, sei die Kontinuität des Denkens gewahrt.
Beim Kösener Congress 1971 in Würzburg hielt er den Festvortrag.

## Veröffentlichungen (Auswahl)
- Der Führer als Wendepunkt des Denkens. In: Jugend und Recht. Zeitschrift für Neugestaltung des deutschen Rechts. Hrsg.: Nationalsozialistischer Rechtswahrerbund, Junge Rechtswahrer. Berlin 1934, Nr. 150.
- Der Aufbau der Führerverfassung. In: Deutsches Recht, 5. Jg. 1935, S. 210 ff.
- Führer und Führung. Korn, Breslau 1935.
- Vertrauen als seelische Grundlage der Volksgemeinschaft. Winter Verlag, Heidelberg 1940 (= Kriegsvorträge der Universität Heidelberg).
- Die geistigen Grundlagen des Staates. Kohlhammer, Stuttgart/Berlin 1940.
- Einheit und Freiheit. Die Strukturprobleme der Verfassungstypologie. Hanseatische Verlagsanstalt, Hamburg 1944.
- Allgemeine Staatslehre. Kohlhammer, Stuttgart 1964 (2. Aufl. 1966).
- Rechtsstaat, Sozialstaat, Staat. Oder: Rechtsstaat + Sozialstaat ergeben noch keinen Staat (= Hamburger Öffentlich-rechtliche Nebenstunden, 29). Metzner, Frankfurt am Main 1975.